# Bahnhof Gera-Liebschwitz
Der Bahnhof Gera-Liebschwitz war eine Eisenbahn-Betriebsstelle in Gera. Sie war benannt nach dem Stadtteil Liebschwitz, liegt allerdings im Ortsteil Taubenpreskeln. Die Station ging 1892 in Betrieb und wurde 2016 stillgelegt.

## Lage
Der Bahnhof Gera-Liebschwitz befindet sich am Streckenkilometer 4,084 der Bahnstrecke Gera Süd–Weischlitz.
Er liegt auf dem Gebiet des Ortsteils Taubenpreskeln. Der Ortskern vom namensgebenden Stadtteil Liebschwitz befindet sich etwa eineinhalb Kilometer weiter südöstlich. Etwa 500 Meter weiter südlich kreuzt die Strecke die Weiße Elster.
In nördlicher Richtung ist die nächstgelegene Station der auch stillgelegte Haltepunkt Gera Ost in etwa eineinhalb Kilometer Entfernung. Der Haltepunkt Wünschendorf (Elster) Nord in zwei Kilometern Entfernung ist in Richtung Süden die nächste Station.

## Geschichte
Am 10. Oktober 1889 traten die Gemeinderäte von Liebschwitz, Taubenpreskeln, Lietzsch, Lengefeld, Niebra, Pösneck, Otticha, Untitz und Meilitz mit einer Bitte um die Errichtung einer Bahnstrecke in der Nähe von Liebschwitz an die Hohe Ständeversammlung des Königreichs Sachsen heran. Sie sahen die unbedingte Notwendigkeit eines Bahnhofs in Liebschwitz. Die Anzahl der Wagenladungen per Bahnversand vom damals mit genutzten Bahnhof Wolfsgefärth von 1888 ist wie folgt beziffert: Zoitzspinnerei (230), Zoitzmühle (170), Getreide- und Futterartikelhandlung (20), Dampfbrauerei (16) und die Zigarrenfabrik Taubenpreskeln (12). Insgesamt sind es somit 608 Wagenladungen a 200 Zentner.
Am 1. Dezember 1892 ging in Liebschwitz an dem neu eröffneten Streckenabschnitt eine Betriebsstelle als Haltestelle für den Personen- und Güterverkehr in Betrieb. Ab dem 1. Mai 1905 handelte es sich bei Liebschwitz um einen Bahnhof. Mit dem zweigleisigen Ausbau der Strecke im Zeitraum von 1908 bis 1911 wurde der Bahnhof erweitert.
Das Empfangsgebäude mit Güterboden entstand im Jahre 1892.
Am 22. August 1912 besuchte der sächsische König Friedrich August von Sachsen die Enklave Liebschwitz. Er erreichte den Bahnhof mit einem Sonderzug um 9:44 Uhr.

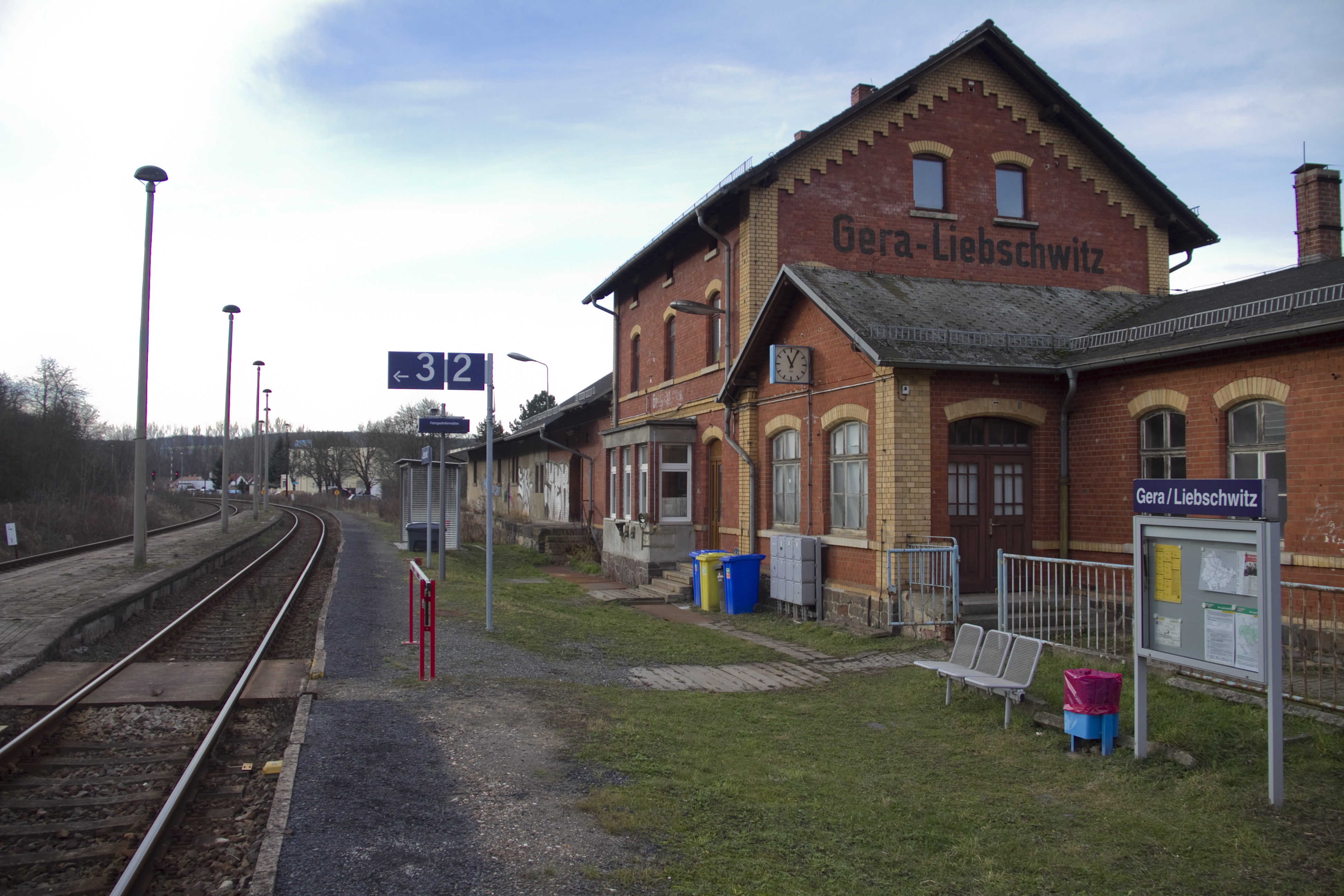
Bahnhof zu Betriebszeiten (2013)

1918 gab es Pläne, einen 180 Meter langen Mittelbahnsteig mit Zugang über Personentunnel zu den Bahnsteigen und eine Überführung der Gleise am Nordende des Bahnsteigs zu errichten. Diese Vorhaben wurden allerdings nicht verwirklicht.

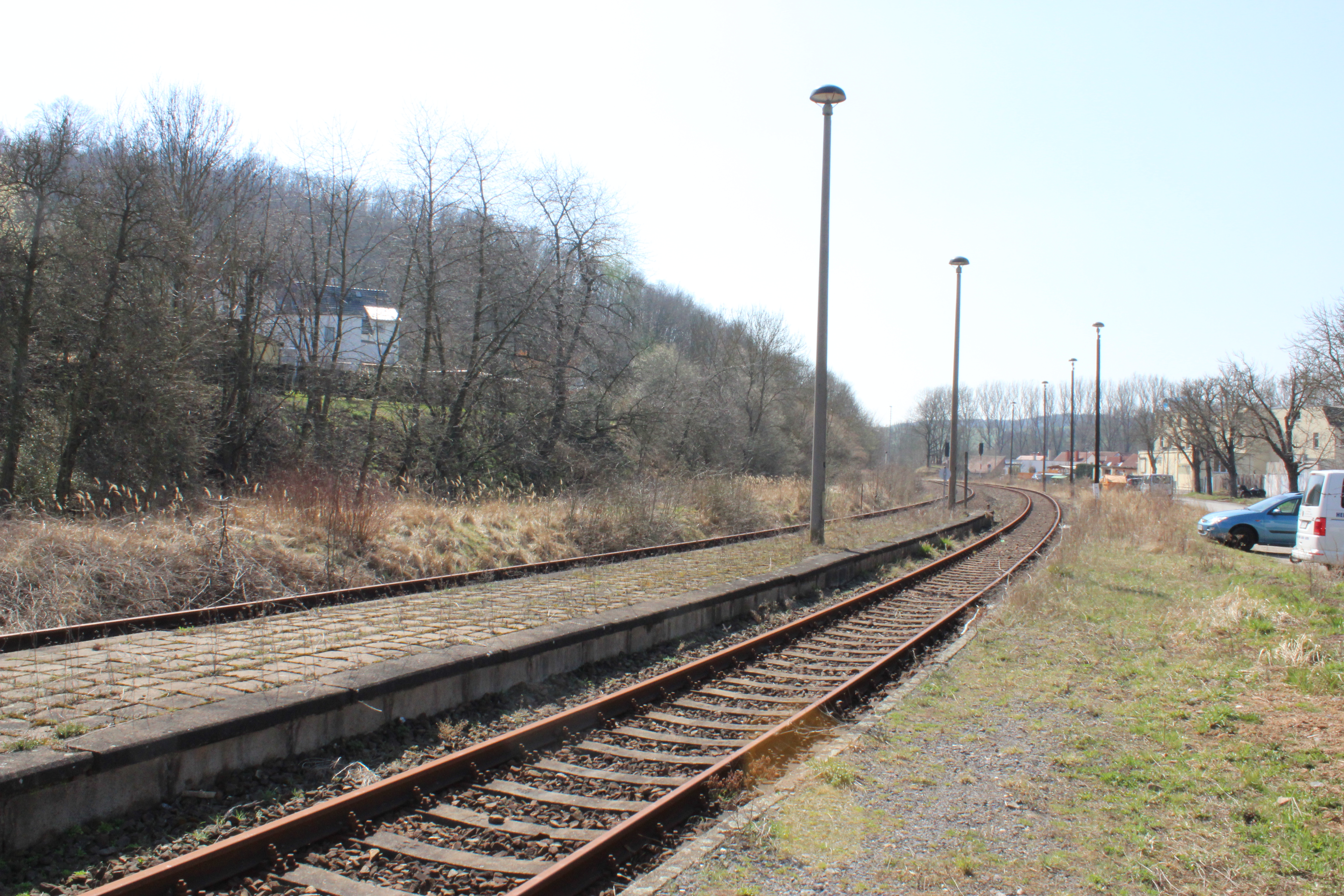
Gleise in Richtung Süden (2018)

1919 folgte der Anbau eines Warteraums. 1930 kam ein Stellwerksanbau hinzu. Es handelte sich um einen eingeschossigen Anbau mit einer Grundfläche von 63 m² mit zwei Wartezimmern. Auf der Straßenseite befand sich der Raum für die erste und zweite Klasse. Die einfacheren Zimmer hatten eine Größe von 29 m² und befanden sich auf der Gleisseite. Im seit 1892 bestehenden Gebäudeteil befanden sich Diensträume, Fahrkartenausgabe, Vorsteherzimmer, Flur und Arbeiterstube. Ein Versuch des Gemeinderats von Taubenpreskeln, den Bahnhof nach seinem Ort umzubenennen, scheiterte. Ein im Ruhestand sich befindlicher Lokführer stellte im Jahre 1925 einen Antrag zum Betrieb einer Schankwirtschaft in den Räumlichkeiten der dritten und vierten Wagenklasse. Er zahlte 30 Reichsmark Pacht und erhielt dafür die Erlaubnis.
Im Zweiten Weltkrieg wurde die Ladestraße besonders stark genutzt. Besonders viele Güter wurden per Schiene transportiert. Es kam auch zum waggonweisen Transport von Kartoffelkraut. Am 18. August 1940 kam es um 00:30 und 01:00 Uhr zu einem Fliegerangriff auf den Bahnhof. Trotz einer Zeitzünderbombe, die sechs Stunden nach dem Angriff explodierte, entstand nur ein geringer Schaden. Am 6. April 1945 kam es wieder zu einem Luftangriff auf Taubenpreskeln. Dadurch wurde am Liebschwitzer Bahnhof eine Ausfahrweiche so stark beschädigt, dass sie von der Bahnmeisterei Wünschendorf ausgewechselt werden musste. Aufgrund mehrerer Angriffe zog sich dies zwei Tage hin. Bis 1946 standen auf dem Gleis in Richtung Gera mehrere beschädigte Dampfloks, bis das zweite Gleis demontiert werden musste.
Aufgrund des sanierungsbedürftigen Zustandes des Liebschwitzer Viadukts (Langsamfahrstelle mit 10 km/h) prüfte die DB verschiedene Varianten für den zukünftigen Verkehr in Richtung Weischlitz. Im Jahr 2016 stellte die DB Netz AG die bis 1892 bestandene Verbindung im ehemaligen Bahnhof Wolfsgefärth (seit 1953 Gera-Röppisch) zur parallel verlaufenden Strecke Leipzig–Probstzella wieder her und legte den Streckenabschnitt zwischen Gera-Debschwitz und Wünschendorf mit dem Bahnhof Gera-Liebschwitz still.
Bis zur Einstellung am 21. Oktober 2016 bedienten die Linien RE 3 (Erfurt Hbf – Greiz ( – Elsterberg)) und VL 4 (Gera Hbf – Weischlitz) den Bahnhof. Die Stilllegung des Streckenabschnitts und damit auch des Bahnhofs wurde am 24. Oktober 2016 vollzogen.
Letztmals wurde Gera-Liebschwitz im Jahre 2016 als Bahnhof der Kategorie 6 geführt.

### Statistiken

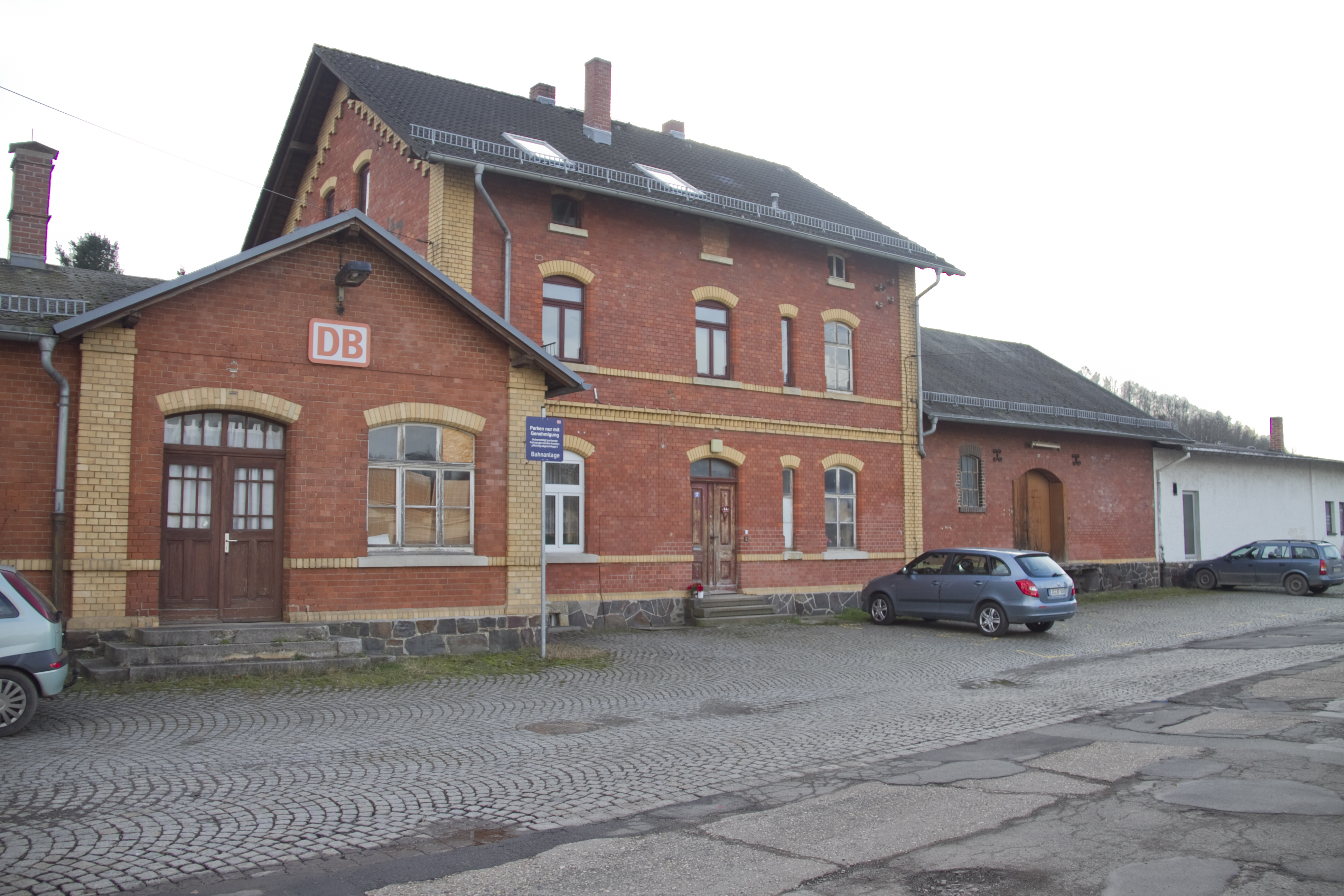
Empfangsgebäude, Straßenseite (2013)

|                        | 1928                             | 1929                            |
| ---------------------- | -------------------------------- | ------------------------------- |
| Fahrkarten             | 68.290 Stück                     | 60.093 Stück                    |
| Personen               | 115.787                          | 120.966                         |
| Eilgutstück Versand    | keine Angabe                     | 64 t auf 577 Frachtbriefen      |
| Eilgütstück Empfang    | keine Angabe                     | 42 t auf 501 Frachtbriefen      |
| Frachtgutstück Versand | 880 t                            | 1.013 t auf 4.108 Frachtbriefen |
| Frachtgutstück Empfang | 730 t                            | 794 t auf 4.062 Frachtbriefen   |
| Wagenladungen Versand  | 1.478 t auf 4.360 Frachtbriefen  | 2.598 t auf 242 Frachtbriefen   |
| Wagenladungen Empfang  | 20.016 t auf 5.556 Frachtbriefen | 14.137 t auf 962 Frachtbriefen  |
| lebende Tiere Versand  | 102 Stück                        | 16 Stück auf 9 Frachtbriefen    |
| lebende Tiere Empfang  | 8 Stück                          | 1 Stück auf 1 Frachtbrief       |

### Bezeichnungen
- Liebschwitz (bis 6. September 1918)
- Liebschwitz (Elster) (7. September 1918 – 16. Mai 1953)
- Gera-Liebschwitz (ab 17. Mai 1953)

## Anlagen

### Bahnsteige und Gleise
| Gleis | Nutzlänge | Anmerkungen                      |
| ----- | --------- | -------------------------------- |
| 1     | 308 m     | November/Dezember 1998 abgebaut. |
| 2     | 595 m     |                                  |
| 3     | 560 m     |                                  |

### Gleisanschlüsse
- Anschluss VEB Maschinen-Dampfkesselbau (Nutzlänge 545 m; seit 1928/29 in Betrieb[7])
- Anschluss VEB Getreidewirtschaft Greiz (Nutzlänge 600 m)